# Сутійська мова
Сутійська мова (Sutû) — мова, що згадується в глиняній табличці Середньої ассирійської імперії імовірно з міста Емар на північному сході нинішньої Сирії, де перелічені мови, якими розмовляють у регіоні. Інші згадані мови: акадська, аморитська, кутійська, субарійська (хуритська) та еламська. Сутії могли жити в регіоні Сухум. Мова відома лише з власних назв, більшість із яких акадські або аморитські. Деякі схожі на семітські. Існує припущення, що це був ранній варіант арамейської мови.